# Streicher

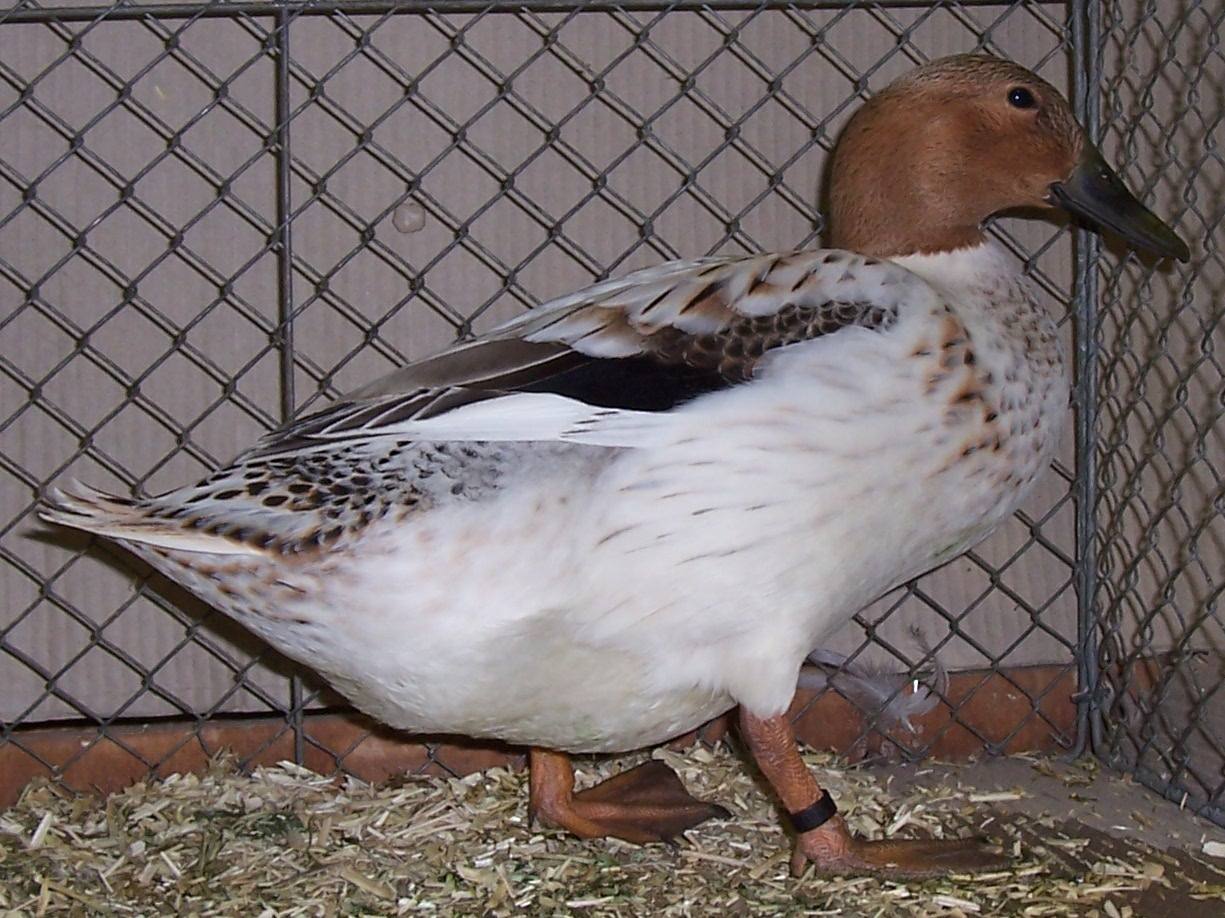
Streicher in Germania.

Streicher è una razza leggera di anatra domestica di origini inglesi ma selezionata in Germania durante il ventesimo secolo, con lo scopo di ottenere un'anatra buona produttrice sia di uova che di carne. Si tratta di una razza dal portamento slanciato ed elegante, dal peso leggero tipico di tutte le razze da uova e da un'unica colorazione selvatica argento. La Streicher è diffusa e allevata in tutta Europa, ed è presente in quasi tutte le manifestazioni avicole del continente.

## Origini
La razza è nata intorno al 1920 in Inghilterra per opera dell'avicoltore Oscar Grey, partendo dall'incrocio di una femmina Campbell con un maschio di Corritrice Indiana bianca; inizialmente la colorazione non era ancora ben definita, e i soggetti ottenuti erano per lo più bianchi. Lo scopo di Gray era quello di ottenere un'anatra capace di produrre un considerevole numero di uova bianche, come le progenitrici Campbell e Corritrice Indiana, e al tempo stesso di un buon peso per una buona produzione di carne. Nacque così l'Abacot Ranger, nome originario della razza tuttora utilizzato nel Regno Unito: Abacot, dal villaggio in cui Grey viveva e aveva il suo allevamento di anatre, a Friday Wood, vicino Colchester, e Ranger perché si trattava di una grande "esploratrice", una razza molto rustica che amava pascolare tutto il giorno alla ricerca di insetti e altro cibo. In un primo momento l'allevatore aveva coniato il nome Hooded Ranger Duck, seguendo l'onda di quegli anni in cui varie razze inglesi prendevano nomi dal sapore militare: "hooded" vuol dire "con il cappuccio", e si riferisce alla testa della razza che ha, in entrambi i sessi, un colore diverso dal resto del corpo. Il termine "ranger" fa inoltre riferimento a particolari unità militari. Questo nome fu presto abbandonato in favore di Abacot Ranger. La razza si presentava negli anni '20 del 900 come l'anatra ideale: capace di performance produttive da ovaiola pari a quelle della Campbell, ma con una carcassa superiore da permetterle un posto anche sul mercato della carne; inoltre al momento della spiumatura la carcassa si presentava pulita e chiara come fosse una versione leggera della Aylesbury, grazie alla sua colorazione chiara, ed essendo un'attiva pascolatrice richiedeva spese economiche minori rispetto alle altre razze.
Dopo pochi anni però la razza scomparve dalle campagne dell'Essex, ma nel frattempo era già stata esportata in Germania, dove gli allevatori ne hanno fatto un oggetto di intensa selezione fino ad arrivare alla forma attuale dell'animale. L'onore di questa operazione va in primo luogo all'allevatore tedesco Herr Lieker, che nel 1926 aveva acquistato un gruppo di soggetti della razza. Inizialmente la razza fu ribattezzata dai tedeschi Liekers Streifere (Pascolatrice di Lieker, in onore dell'allevatore tedesco), poi Streifere Enten e infine Streicher, dal tedesco streicheln, che vuol dire girovagare o aggirarsi, mantenendo così il significato del nome originale inglese Ranger.
Negli anni '80 fu inviata al Poultry Club of Great Britain una traduzione dello standard tedesco della Streicher, e così nel 1987 tornò a esser presente anche nello standard britannico.

## Caratteristiche morfologiche
È un'anatra dal portamento elegante ed aggraziato, con una struttura fisica molto proporzionata.
Il tronco è cilindrico e compatto e assolutamente privo di chiglia. La posizione non è orizzontale, ma leggermente eretta (come in tutte le razza che derivano dalla Corritrice), specie nel maschio. Il petto è pieno senza essere troppo carnoso né piatto. Il ventre è ben teso e non troppo sviluppato. La coda continua la linea del dorso e sale leggermente.
Le gambe sono posizionate leggermente indietro e non sono pienamente visibili, in quanto non si staccano dal tronco. I tarsi sono fini e di media lunghezza, più lunghi nel maschio. Le ali sono chiuse e serrate al corpo, senza mai incrociarsi; è permesso solo che possano toccarsi le punte.
Il collo è di media lunghezza e leggermente arcuato, non troppo fine, si ingrossa gradualmente verso la base. La testa è piccola, liscia e con la fronte piatta. Il becco prosegue la linea della testa ed è lungo e liscio senza chiglia.
Il piumaggio è ben aderente su tutto il corpo e non troppo morbido. 
Il peso è di 2,5 kg per il maschio e di 2,0 kg per la femmina.

### Difetti gravi
Forma alterata, posizione estremamente orizzontale e grossolanità generale. Peso eccessivo, che oltre ad alterare la morfologia, porterebbe alla perdita della buona produzione di uova per cui la razza è stata selezionata. Presenza della striscia oculare in entrambi i sessi. Nella femmina: becco bruno, assenza delle striature, specchio alare grigiastro, testa bianca o di altro colore diverso dal bruno dorato. Nel maschio: colore generale troppo scuro, che impedirebbe di far risaltare l'argento di base, anello del collo troppo sottile o aperto nell parte posteriore, assenza di orlatura, testa di colore diverso dal nero con riflessi verdi.

## Colorazioni
La Streicher è presente in un'unica colorazione, la Selvatica Argento. Gli allevatori di questa razza devono sapere che il colore e il disegno generale si alterano con l'avanzamento dell'età, e che inoltre questa colorazione, come la Selvatica e altre di simile disegno, è soggetta all'eclissi nel maschio, subito dopo il periodo nuziale. L'allevatore dunque dovrà preoccuparsi  di incubare le uova in tempo per poter esporre gli uccelli nel giusto periodo.

## Qualità
La Streicher è un'anatra molto vivace e attiva, ottima pascolatrice e "distruttrice" di insetti e invertebrati che infestano i campi; per questo è opportuno che sia allevata in spazi aperti dotati di specchi d'acqua, dove l'uccello possa trovare ulteriore cibo e pulire la propria livrea. Quest'anatra è capace di deporre più di 200 uova bianche all'anno, e nonostante sia una razza leggera, è ottima anche per produrre anatre da tavola. Grazia alle sue capacità produttive e alla sua bellezza, la razza ha attirato l'interesse di tutti gli allevatori europei, per cui è molto comune presso le più grandi mostre avicole europee. L'uovo pesa circa 65 gr.